# Glaucytes lineatopunctata
Glaucytes lineatopunctata är en skalbaggsart som först beskrevs av Waterhouse 1880.  Glaucytes lineatopunctata ingår i släktet Glaucytes och familjen långhorningar.
Artens utbredningsområde är Madagaskar. Inga underarter finns listade i Catalogue of Life.